# Зигмунт Врублевски
Зѝгмунт Фльорѐнти Врублѐвски (на полски: Zygmunt Florenty Wróblewski; на руски: Сигизмунд Флорентий Антонович Врублевский) е полски физик и революционер, участник в полското Януарско въстание (1863 – 1864) и преподавател в Ягелонския университет (1882 – 1888).
Научната му работа е посветена на дифузията и втечняване на газовете, определянето на критичната температура и др. През 1883 г. заедно с химика Карол Олшевски успяват да получат течен кислород и азот.
Определян е като пионер в криофизиката.

## Биография
Роден е на 28 октомври 1845 в град Гродно, Гродненска губерния на Руската империя, в шляхтишкото семейство на Каролина (с моминско име Манко̀вска) и Анто̀ни Врублевски. Има четири братя и три сестри. През 1862 г. завършва гимназия в родния си град, след което продължава образованието си във „Физико-математическия факултет“ на Киевския университет, но не се дипломира.
След избухването на Януарското въстание в 1863 г., Врублевски се включва в нелегалната дейност, но няма информация дали е участвал в сражения. След арест от руските власти, прекарва година и половина в затвори в Гродно и Вилнюс. Осъден е на заточение, като избягва смъртна присъда поради непълнолетие. Изпратен е в западносибирския град Томск, където престоява до 1867 г., когато е преместен в Цивилск. През 1869 г. получава амнистия и заминава за Варшава. По-късно през годината отива в Берлин, където завършва физика в Берлинския университет.
През 1872 г. става асистент на Филип фон Йоли в Мюнхенския университет, там в 1874 г. защитата докторска дисертация. Същата година започва робота като асистент при Аугуст Кунт в Страсбургския университет и през 1876 г. получава хабилитация. През 1882 г. става професор по физика в Ягелонския университет, в Краков. Следващата година става член на полската „Академия на науките". На 25 март 1888 г., вследствие на избухнал пожар при лабораторна работа, Врублевски получава тежки изгаряния. Умира на 16 април и е погребан на Раковишкото гробище в Краков, три дни по-късно.

### За него
- Kucharski, M. Zygmunt Florenty Wróblewski. Szkic o życiu i twórczości, Wydawnictwo Uniwersytetu Jagiellońskiego, Kraków.
- Hrynkiewicz, A. Szytuła, Stulecie skroplenia składników powietrza „Postępy Fizyki“; nr 36 (1), 41 (1985)